# Kiss of Death
Kiss of Death devetnaesti je studijski album britanskog rock-sastava Motörhead. Diskografska kuća Steamhammer objavila ga je 29. kolovoza 2006. u Europi, a istoga ga je dana u Sjevernoj Americi objavio Sanctuary Records.

## O albumu
Drugi je studijski album sastava na kojem je radio producent Cameron Webb i posljednji čiju je naslovnicu izradio njezin dugogodišnji ilustrator Joe Petagno. Također je prvi uradak na kojem je u pisanju pjesama sudjelovao Todd Campbell, sin gitarista Phila Campbella.

## Popis pjesama
Sve su pjesme napisali Lemmy, Phil Campbell i Mikkey Dee, a pjesmu „Going Down” napisali su s Toddom Campbellom.
| 1.    | »Sucker«                     | 2:59 |
| 2.    | »One Night Stand«            | 3:05 |
| 3.    | »Devil I Know«               | 3:00 |
| 4.    | »Trigger«                    | 3:53 |
| 5.    | »Under the Gun«              | 4:44 |
| 6.    | »God Was Never on Your Side« | 4:21 |
| 7.    | »Living in the Past«         | 3:45 |
| 8.    | »Christine«                  | 3:42 |
| 9.    | »Sword of Glory«             | 3:57 |
| 10.   | »Be My Baby«                 | 3:40 |
| 11.   | »Kingdom of the Worm«        | 4:08 |
| 12.   | »Going Down«                 | 3:35 |
| 44:55 |                              |      |

## Recenzije
| Recenzije        | Recenzije |
| Izvor            | Ocjena    |
| ---------------- | --------- |
| AllMusic         | [ 3 ]     |
| Blabbermouth     | 8/10      |
| BraveWords       | 8,5/10    |
| Drowned in Sound | 8/10      |
| Metal.de         | 7/10      |
| PopMatters       | 7/10      |
| Sputnikmusic     | 4/5       |

Dobio je pozitivne kritike. U recenziji za BraveWords Mark Gromen dao mu je osam i pol bodova od njih deset napisavši da je Lemmy „skuhao gurmanske slastice” i da je „nevjerojatno kako nakon 30 godina [...] i dalje svemu udiše život”. Blabbermouthov recenzent izjavio je da mu „manjka iznenađenja, ali diči se svim osobinama koje biste očekivali od suvremena Motörheadova albuma” i da „sadrži dovoljno toga [...], tako da će se i najizbirljiviji obožavatelji biti zadovoljni”. Dao mu je osam bodova od njih deset. Jednaku mu je ocjenu dao Raziq Rauf u osvrtu za Drowned in Sound rekavši da je skupina snimila „dvanaest komadića dobrog starog rock 'n' rolla [od kojeg se] lupa nogama i pobjednički stišću šake” i da je riječ o „još jednu bezvremenu Motörheadovu klasiku”.
U recenziji za Exclaim! Sean Palmerston komentirao je da je uradak nastavio 
„niz izvanrednih studijskih albuma od Sacrificea iz 1995.” te je dodao da su pjesme na njemu „dobro napisane” i „besprijekorno” odsvirane. Uredništvo njemačke inačice časopisa Metal Hammer izjavilo je da je „zabavan” i posebno je izdvojilo pjesmu „God Was Never on Your Side” nazvavši je „predivno zamišljenom baladom”. Sputnikmusicov recenzent dao mu je četiri boda od njih pet opisavši ga „još jednim solidnim izdanjem” skupine i rekavši da dokazuje kako sastav „čak i u ovoj dobi objavljuje kvalitetne stvari”.
Recenzent stranice Metal.de dao mu je sedam bodova od njih deset napisavši da je „zabavan”, ali da nema „iznimnih pjesama poput 'Ace of Spades'”. Dodao je da „nije ni pretjerano uzbudljiv ni dosadan, ni izvrstan ni sranje” te da je to „veseo album koji tulumari”. Jednako ga je ocijenio i Daniel Begrand u osvrtu za PopMatters izjavivši da je „zaista dobar” te da je „trojac odigrao sve prave karte”. Greg Prato dao mu je tri i pol zvjezdice od njih pet pišući za AllMusic. Zaključio je kako se na uratku nalazi „previše [toga što] zvuči poput osrednjih suvremenih metal[-pjesama]”, ali da je svejedno „uglavnom dobar” i da „lako razvaljuje većinu kratkotrajnih budala koje trenutačno puštaju na radijskim valovima”.

## Zasluge
| Motörhead - Lemmy – bas-gitara, vokal - Philip Campbell – gitara - Mikkey Dee – bubnjevi Dodatni glazbenici - C. C. Deville – gitara (na pjesmi „God Was Never on Your Side”) - Mike Inez – bas-gitara (na pjesmi „Under the Gun”) - Zoli Teglas – prateći vokal (na pjesmi „God Was Never on Your Side”) | Ostalo osoblje - Cameron Webb – produkcija, miksanje, tonska obrada - Sergio Chavez – dodatna tonska obrada - Kevin Bartley – mastering - Todd Campbell – pretprodukcija - Mike Fasano – tehničar za bubnjeve - Joe Petagno – ilustracija, umjetnički direktor - Steffan Chirazi – kreativni direktor - Mark Abramson – umjetnički direktor, dizajn - Robert John – fotografija |

## Ljestvice
| Ljestvica                                    | Najviša pozicija |
| -------------------------------------------- | ---------------- |
| Austrija                                     | 20.              |
| Belgija (Flandrija)                          | 82.              |
| Finska                                       | 16.              |
| Francuska                                    | 37.              |
| Italija                                      | 42.              |
| Nizozemska                                   | 64.              |
| Norveška                                     | 9.               |
| Njemačka                                     | 4.               |
| Škotska                                      | 37.              |
| Švedska                                      | 13.              |
| Švicarska                                    | 26.              |
| Ujedinjeno Kraljevstvo                       | 45.              |
| Ujedinjeno Kraljevstvo (Rock & Metal Albums) | 3.               |